# 외국판결의 승인과 집행
외국판결의 승인과 집행은 외국판결을 국내법상 어떻게 인정할 것인가의 문제를 다루는 국제사법의 영역이다.

## 사례
2007. 6. 21 클릭엔터테인먼트사는 가수 비의 월드투어 파행 책임을 이유로 가수 비와 소속사인 JYP 엔터테인먼트를 상
대로 하여 미국의 연방법원에 약 4,000만 달러의 손해배상소송을 제기 승소하여 2009. 3. 19. 미국 하와이 호놀룰루 연방배심은 가수 비와 소속사에 징벌적 손해배상액 480만 달러를 포함한 808만 6000달러(한화 약 112억원)의 손해배상 평결을 내렸다. 징벌적 손해배상을 받아들이지 않는 우리나라 법체계에서 어떻게 이 판결을 승인 집행할지 문제가 된다.

## 관련 국제협약
- 1968년의 민사 및 상사에 관한 재판관할과 판결의 집행에 관한 헤이그협약(Hague Convention on the Recognition

and Enforcement of Foreign Judgments in Civil and Commercial Matters)
- 1971년의 민사 및 상사에 관한 재판관할과 외국판결의 승인 및 집행에 관한 헤이그협약(Convention on the

Jurisdiction and Enforcement of Judgments in Civil and Commercial Matters, Brussel
1968/EuGVUE),
- 1988년 루가노에서 채택한 민사 및 상사에 관한 외국판결의 승인 및 집행에 관한 루가노협약(Lugano Convention on the Recognition and Enforcement of Foreign Judgments in Civil and Commercial Matters)

## 참고 문헌
- 류승훈, 로스쿨 신민사소송법, 한국학술정보, 2010.
- 2009.06.16 스포츠서울 비·JYP, '110억 손해배상' 하와이 소송 최종 합의[깨진 링크(과거 내용 찾기)]

## 같이 보기
- 국제중재